# RevleZ
RevleZ（レブレス）は日本のロックバンド。所属レコード会社ビーイング系列のRozetta。所属事務所はRozetta/九曜。

## 来歴
- 2012年
  - 4月25日、活動開始。
- 2014年
  - 10月1日 、ドラム・涙が脱退。
- 2015年
  - 2月27日、5月のワンマンライブにて解散することを発表[1]。
  - 5月28日、解散。

## メンバー
- 叫真（きょーま）（ボーカル）
- 夕希（ゆうき）（ギター）
- 蓮（れん）（ギター）
- 凌央（りょう）（ベース）

## 元メンバー
- 涙（るい）（ドラム）

## ディスコグラフィー

### シングル
- 2012/04/25 NFCD-0011「Alone」
- 2012/04/25 NFCD-0014「MURDEROUS INTENT」
- 2013/05/28 NFCD-0015「Real affection」※ライブ会場当日限定販売
- 2014/05/28 RCR-005 「Punishment＜ツアー会場限定盤＞」
- 2014/06/25 RCR-007 「Punishment＜全国流通盤＞」

### アルバム
- 2013/11/13 RCR-002「THE MASK NOT DYENG (A-TYPE)」
- 2013/11/13 RCR-003「THE MASK NOT DYENG (B-TYPE)」

### 配布CD
- 2013/12/26 REVLEZ-1「LIKE A DEAD」※大阪MUSE入場特典

### DVD
- 2014/01/01 「Like an Edison 2014年 HAPPY NEW YEAR MESSAGE DVD <TYPE B>」
- 2014/03/28 RCR-004B「Sweet Night Party」

### 配布・特典DVD-R
- 2012/12/19 「2012年12月19日 RevleZ初主催 "Door to the Murdorous" 入場者特典DVD （RevleZ 2nd single発売記念主催 入場者特典DVD「Recording OFF SHOT/RevleZ撮影風景/入場特典コメント」）」
- 2013/11/13 「THE MASK NOT DYENG特典 ライカエディソン特典「LUCKY MEMBERS!!NEW FEATURE」tour LIVE Digest DVD」
- 2013/11/13 「THE MASK NOT DYENG特典 Pure sound大阪特典「[Real affection OFF SHOT]DVD」
- 2013/11/23 「THE MASK NOT DYENG特典 ZEAL LINK全店 [Cruel OFF SHOT]DVD」
- 2013/12/26 「THE MASK NOT DYENG Off Shot DVD」※大阪MUSE物販3000円以上購入者特典
- 2014/02/24 「Cruel ライブPV」※2/24 大阪MUSE、3/6 渋谷Rex 入場特典
- 2014/04/19 「2013/12/26 ワンマンライブ映像」※2014/03/28「Sweet Night Party」予約購入特典
- 2014/06/25 「Punishment特典 ZEAL LINKコメントDVD ＜A＞「Vo.叫真への一言」」
- 2014/06/25 「Punishment特典 自主盤倶楽部コメントDVD＜B＞「Ba.凌央への一言」」
- 2014/06/25 「Punishment特典 fiveStarsコメントDVD＜C＞「Gt.夕希への一言」」
- 2014/06/25 「Punishment特典 ピュアサウンドコメントDVD＜D＞「Gt.蓮への一言」」
- 2014/06/25 「Punishment特典 Ai-華龍-コメントDVD＜E＞「Dr.涙への一言」」
- 2014/06/25 「Punishment特典 ブランドエックスコメントDVD＜F＞「RevleZの日常（プライベート編）」」
- 2014/06/25 「Punishment特典 クロスキャットコメントDVD＜G＞「RevleZの日常（Tour編）」」
- 2014/06/25 「Punishment特典 R.I.PコメントDVD＜H＞　「RevleZを外から見たとして言いたい事」」
- 2014/06/25 「妖幻鏡 -WEST-特典 大阪で1番好きな場所!」
- 2014/06/25 「妖幻鏡 -WEST-特典 よく使う大阪弁」
- 2014/06/25 「妖幻鏡 -WEST-特典 大阪のオススメグルメ紹介!」
- 2014/06/25 「妖幻鏡 -WEST-特典 大阪のお客さんあるある!」
- 2014/07/04 「Sweet Night Party MV撮影時のオフショット 6月DAMカラオケ配信『Cruel』 RevleZメンバーガチンコバトル IN カラオケBOX」 ※BIG CAT入場特典
- 2014/08/01 「Maling of Punishment」※2014年8月度のチェキ当たりを引いた人にプレゼントされたDVD-R 8/1 新宿Ruide K4～
- 2014/10/01 「RevleZ Secret History -Trajectories of Rui-」※FAN-J Twice入場特典

### ダウンロードカード
- 2014/03/28 「TAKE OUT LIVE CARD「RevleZ×RevleZ 2014.03.28 OSAKA MUSE 3rd ONE MAN "AT THE LAST" LIVE VIDEO 2songs+COMMENT VIDEO」」

### コンピレーションアルバム参加作品
- 2014/06/25  PRWC-1「妖幻鏡 -WEST-」